# Uozu
Uozu (魚津市?) è una città giapponese della prefettura di Toyama, servita dall'omonima stazione ferroviaria.
Nel 1581 fu presa d'assedio. Nel 23 luglio 1918 scoppiò la protesta iniziale di quelli che poi divennero i moti per il riso del 1918.